# 佐須町

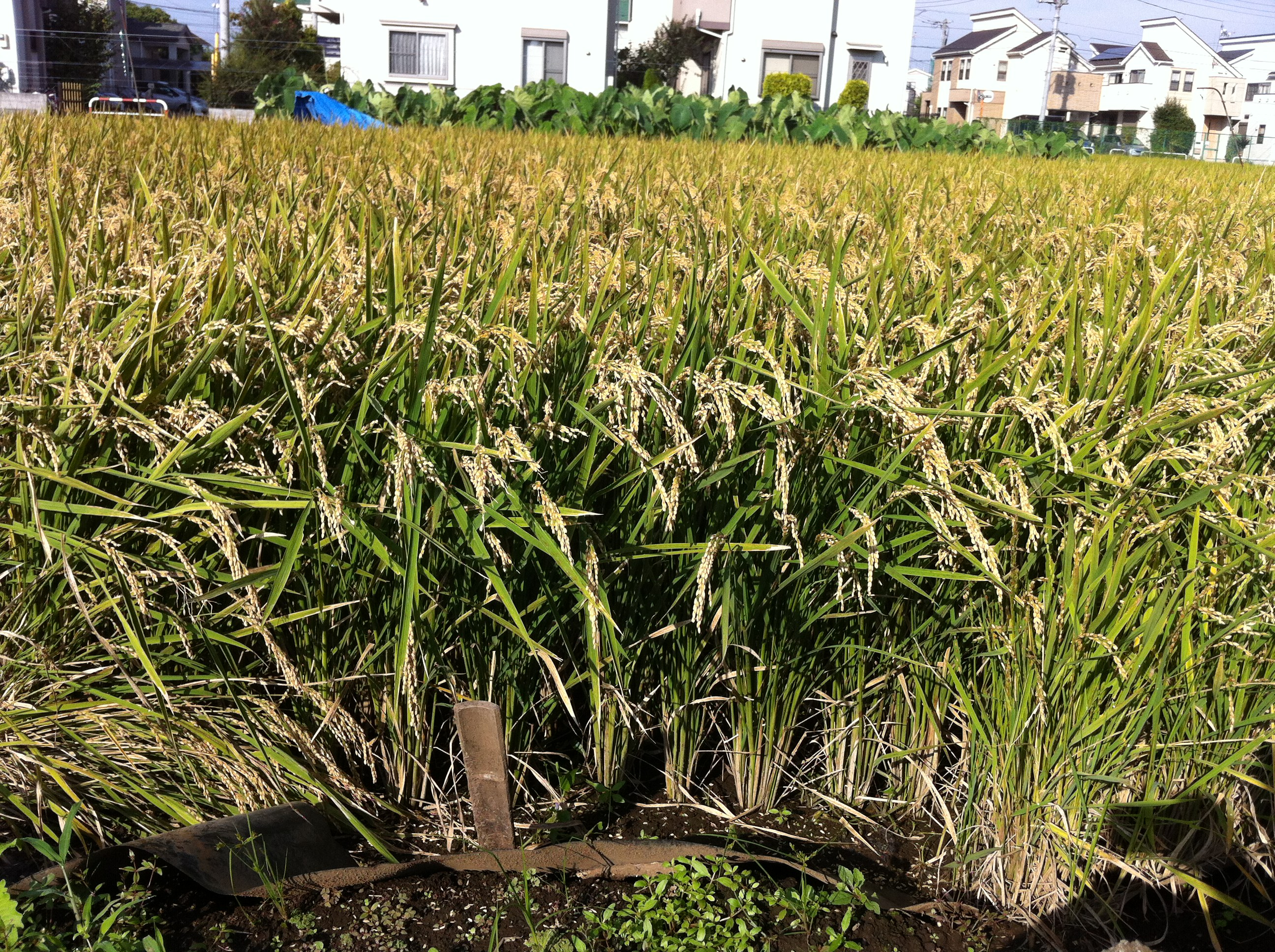
佐須町の住宅街に残る田んぼ

佐須町（さずまち）は、東京都調布市の町名。

現行行政地名は佐須町一丁目から佐須町四丁目。

郵便番号は182-0016。

## 地理
調布市の中央部に存在。

街区を東西に野川が通り、支流の逆川が流れる。

東から時計回りに、調布市柴崎、調布市八雲台、調布市調布ヶ丘、調布市深大寺元町、調布市深大寺南町、に隣接する。

### 河川

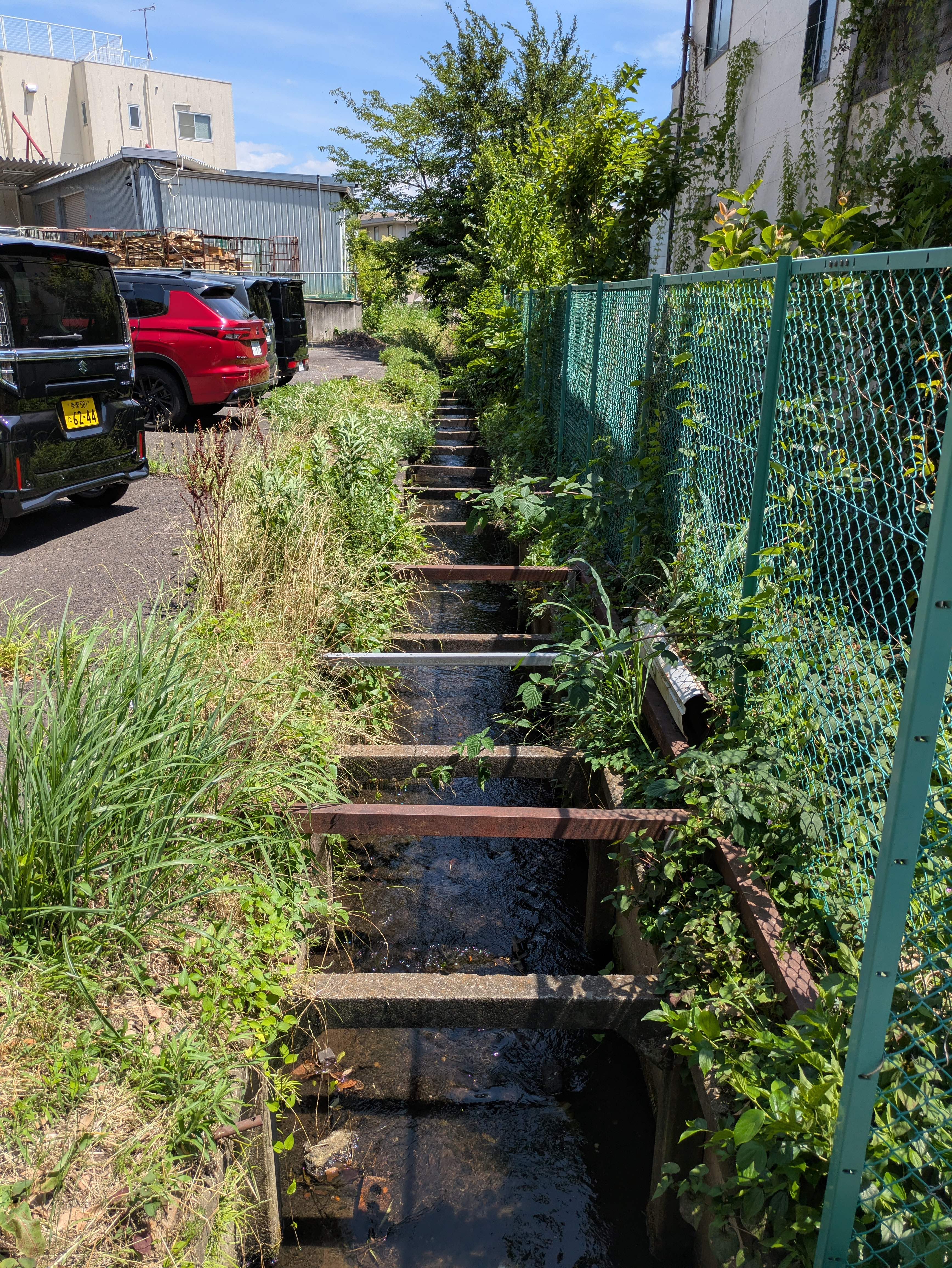
佐須町逆川

- 野川
- 逆川

## 交通

### 鉄道
鉄道空白地帯となる。
町域内に鉄道駅はない。

街区東部・南部では徒歩10分以上の利用で、京王電鉄の国領駅・柴崎駅が利用可能圏内。

| 近隣街区の駅                                           | バス利用により利用可能な駅                                                                          |
| ------------------------------------------------------ | --------------------------------------------------------------------------------------------------- |
| 京王線 - 柴崎駅(KO 15) - 国領駅(KO 16) - 布田駅(KO 17) | 京王線 - 調布駅(KO 18) JR中央線 JR中央・総武線各駅停車 京王井の頭線 - 吉祥寺駅(JC 11)(JB 02)(IN 17) |

### バス
- 京王電鉄バス調布営業所
- 小田急バス武蔵境営業所

…が周辺の路線バスを運行している。
- 調布市ミニバス北路線
- 深大寺バスストップ(中央自動車道のバス停留所。隣接する深大寺南町に存在し利用圏内。)

### 道路

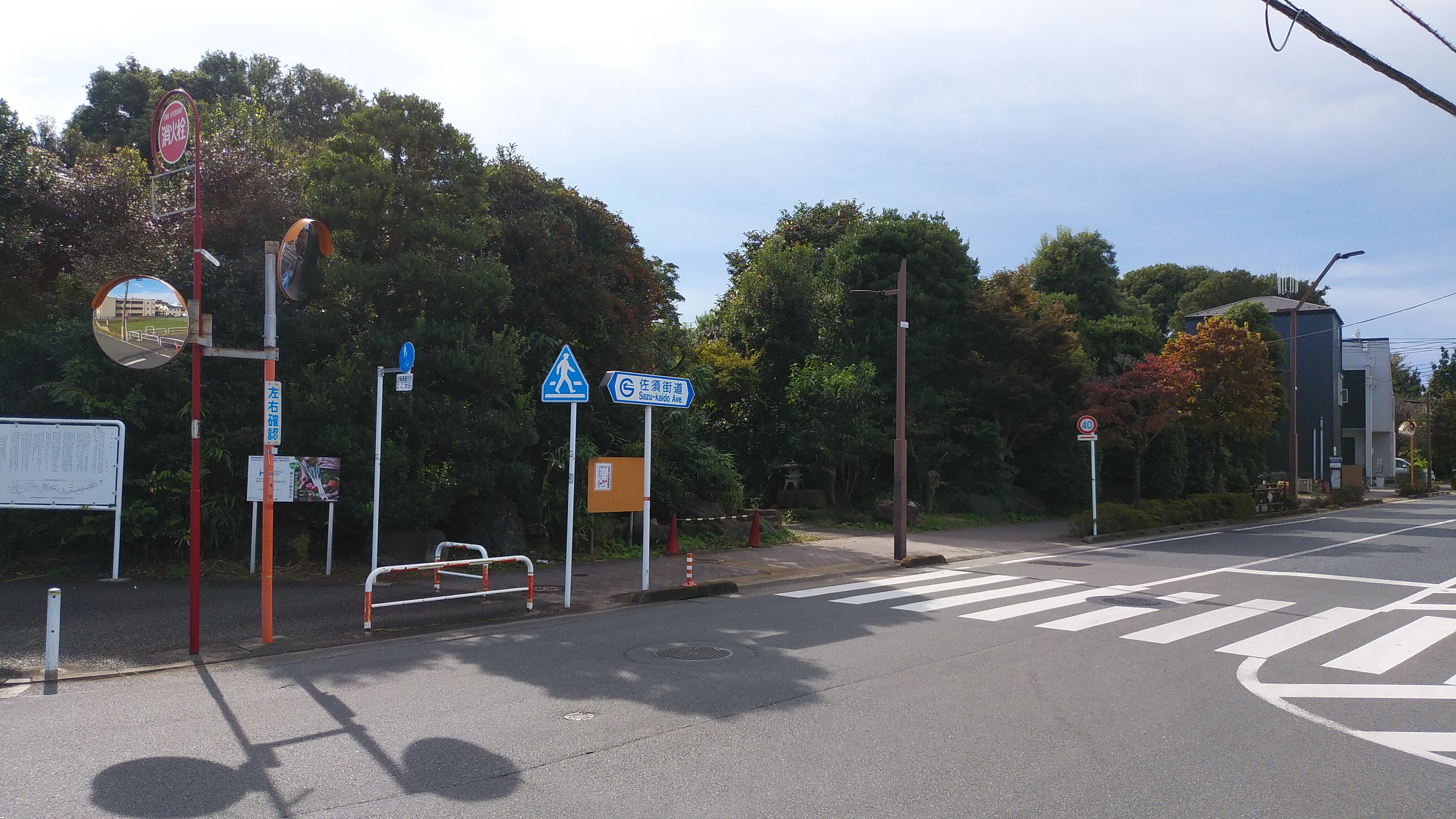
佐須街道

- 東京都道121号武蔵野調布線（三鷹通り）
- 佐須街道
- 原山通り
- 祇園寺通り
- 八雲台通り

## 施設

### 佐須町四丁目
- 調布府立佐須公園

### 佐須町五丁目
- 調布市立神代中学校